# Baranyi Péter (színművész, 1964)
Baranyi Péter (Miskolc, 1964. január 16. –) magyar színész.

## Pályája
Pályáját a Miskolci Nemzeti Színházban kezdte Csiszár Imre vezetése alatt 1983-ban. Éneket Miskolcon Szívós Máriától, táncot a békéscsabai tanítóképző főiskolás évei alatt az örökös aranysarkantyús néptánc és népművészet mesterétől, Mlinár Páltól tanult. Ezt követően megkezdte tanulmányait a Nemzeti Színi Akadémián, ahol 1995-ben végzett Császár Angela és Szélyes Imre tanítványaként. Még a végzés évében Iglódi István igazgató-főrendező szerződést ajánlott számára, így 1995-től a Budapesti Nemzeti Színház tagja lett. Ezt követően Beke Sándor színidirektor 1998-ban az egri Gárdonyi Géza Színházhoz szerződtette, de egy év után, 1999-ben visszaszerződött a Budapesti Nemzeti Színházhoz, majd 2000-től a Pesti Magyar Színház előadásaiban játszott. 2004-től a debreceni Csokonai Nemzeti Színház, 2006-tól 2015-ig a veszprémi Petőfi Színház társulatának tagja. 2015-től Blaskó Balázs színigazgató invitálására ismét az egri Gárdonyi Géza Színházhoz szerződött. Prózai, operett, musical és opera szerepek egyaránt megtalálhatóak a repertoárjában.

## Fontosabb szerepei
- Az Úr katonái (Pater rektor – R.: Szélyes I. – vizsgaelőadás)
- Shakespeare: Szentivánéji álom (Lysander, Ösztövér – R.: Iglódi I.)
- Shakespeare: Macbeth (Angus – R.: Sík F.)
- Shakespeare: Rómeó és Júlia (Tybalt – R.: Beke S.)
- Molière: A fösvény (Valér – R.: Iglódi I.)
- Feydeau: Bolha a fülbe (Tournel – R.:Szegvári M.)
- Molière: Úrhatnám polgár (Cleonte – R.: Almási Tóth A.)
- Schwartz-Green-Tebelak: Godspell – R.: Iglódi I.
- Leigh – Wasserman: La Mancha lovagja (Pedro – R.: Iglódi I.)
- Szép Ernő: Lila ákác (Majmóczy – R.: Árkosi Á.)
- Füst Milán: Negyedik Henrik király (Gottfried – R.: Szőke I.)
- Szörényi – Bródy: István, a király – rockopera (Solt, magyar úr – R.: Iglódi I.)
- Szörényi – Bródy: Veled Uram – rockopera (Mágus – R.: Iglódi I.)
- Szép Ernő: Patika (Fábián – R.: Csiszár I.)
- Shakespeare: Vízkereszt vagy amit akartok (Pap – R.: Iglódi I.)
- Miklós Tibor – Kocsák Tibor: Anna Karenina -rockopera (Pópa – R.: Szerednyey B.)
- Antoine de Saint-Exupéry: A kis herceg (Pilóta – R.: Quintus K.)
- Mikszáth Kálmán: A Noszty fiú esete Tóth Marival (Velkovics, polgármester – R.: Keszég L.)
- Pierre-Augustin Caron de Beaumarchais: Figaro házassága (Bazílió – R.: Valló P.)
- Carl Sternheim: A bugyogó (Idegen – R.: Valló P.)
- Zalán Tibor: Angyalok a tetőn (Ólomkatona – R.: Nagy M.)
- Molnár Ferenc: Delila (Ügyvéd – R.: Balázs P.)
- Mihail Afanaszjevics Bulgakov: Molière (Hűség testvér – R.: Vidnyánszky A.)
- Dale Wasserman: Kakukkfészek (Dale Harding – R.: Bujtor I.)
- Shakespeare: Rómeó és Júlia (Montague – R.: Kőváry K.)
- Bernardino Zapponi: Legyetek jók, ha tudtok! (Sixtus pápa – R.: Nagy V.)
- Vitéz Bátor (Szagdaj vitéz, elsőszülött fiú – R.: Csiszár I.)
- Andersen-Pozsgai-Bornai: Hókirálynő (Henk – R.: Pozsgai Zs.)
- Molnár Ferenc: Színház (Dr. Kiss ügyvéd – R.: Kőváry K.)
- Griffith: Komédiások (Mr. Patel – R.: Dezsényi P.)
- Antoine de Saint-Exupéry: Kisherceg (Kígyó – R.: Juhász R.)
- Móricz Zsigmond: Úri muri (Gosztonyi Bandi – R.: Bodolay G.)
- Shakespeare: Lear király (Francia király – R.: Sík F.)
- Andrew Lloyd Webber: József és a színes szélesvásznú (Asher – R.: Csutka I.)
- Pilinszky J.: Ég és föld gyermekei -versszínház (Démon, Sötét lovag – R.: Dóczy P.)
- Máté P.G.-Szili P.: Szerenád (Hang – R.: Palásthy B.)
- Ránki Gy.,Károlyi A.: Pomádé király új ruhája – vígopera (Nyársatnyelt Tóbiás – R.: Toronykőy A.)
- Túl a rivaldán: Operett műsor (vers, próza, ének – R.: Szerednyey B.)
- Operettutazás: Operett összeállítás (vers, próza, ének – R.:Szeles J.)
- Ray Cooney: Páratlan páros (Troughton felügyelő – R.: Szalma T.)
- Bertolt Brecht, Kurt Weill: Koldusopera (Szomorúfűz Walter – R.: Szinetár M.)
- Euripidesz, Szinetár: Iphigeneia Auliszban (Narrátor – R.: Szinetár M.)
- Ingmar Bergman: Jelenetek egy házasságból (Peter – R.: Esztergályos K.)
- Hedry Mária: Tündér Míra (Király – R.: Juhász R.)
- Rossini: Bruschínó úr – vígopera (Comissario – R.: Toronykőy A.)
- Móricz Zsigmond – Miklós Tibor – Kocsák Tibor: Légy jó mindhalálig! (musical; Pósalaky úr; Rendező: Tóth Loon)
- Friedrich. Dürrenmatt: A fizikusok (Oscar Rose – R.: Dömölky J.)
- Andrew Lloyd. Webber: József és a színes szélesvásznú... (Putifár – R.: Nagy V.)
- Gál Elemér: Héthavas gyermekei (Ladó, Kisvár kapitánya – R.: Beke S.)
- W. Shakespeare: Hamlet (Horatio – R.: Blaskó B.)
- Bernardino Zapponi: Legyetek jók ha tudtok (Bíboros – R.: Moravetz L.)
- Peter Shaffer: Black comedy (Schuppanzig – R. : Kiss J.)
- Örkény István: Tóték (Tót – R.: Blaskó B.)
- Moravetz-Balásy-Horváth-Papp: Zrínyi 1566 rock musical (Szokoli Mehmed török nagyvezér – R.: Moravetz L.)
- Marcel Mithois: Férjvadász (Anatole Longvy)
- Móricz Zs.: Rokonok (Boronkay Feri – R.: Blaskó B.)
- László Miklós: Illatszertár (Sipos úr – R.: Frigyesi András)
- G. B. Shaw: Warrenné mestersége (Praed – R.: Blaskó B.)
- Agatha Christie: Az egérfogó (Mr. Paravicini - R.: Kiss József)
- Kacsoh P.-Bakonyi K.-Heltai J: János vitéz (Bagó - R.: Halasi I.)
- Ray Cooney: Páratlan páros (Stanley Curtis - R.: Kiss J)
- Kálmán Imre-Julius Brammer: Montmartre-i ibolya (Rothschild báró - R.: Halasi I.)
- Neil Simon: Pletykák (Dr. Ken Gorman - R.: Frigyesi A.)
- Friedrich Dürrenmatt: Fizikusok (Einstein - R.: Kiss J.)
- A. P. Csehov: Sirály (Trigorin - R.: Blaskó B.)
- Thornton Wilder: A házasságszerző (Horace Vandergelder- R.: Blaskó B.)
- Békeffi István-Stella Adorján: Janika (Adorján Géza színigazgató - R.: Frigyesi András)
- Dés László - Nemes István: Valahol Európában (Simon Péter - R.: Bal József)
- Molnár Ferenc: Olympia (Ettingen tábornok- R.: Blaskó B.)

## Filmek, televíziós műsorok
- Josephine Baker élete
- Európa expressz (1999) – Alkalmazott
- A Szórád-ház (1997)
- A magyar irodalom képes története
- Nagy magyar reformátorok
- Vadkörték - A tihanyi kincsvadászat
- Barátok közt
- A napfényben fürdő kastély (2010) – Lacika
- Lieb Ferenc, az edelényi festő (2013) - Stablemann
- Munkaügyek (2013) – György Dénes
- Mintaapák (2020)